# Sedona
Sedona ligger i Coconino County, i delstaten Arizona, USA, tæt ved byen Flagstaff.
Byen Sedona har en kort men interessant historie. Den blev grundlagt i 1902 af et ungt ægtepar fra Missouri, Carl og Sedona Schnebly. I starten i 1960'erne blev den til en kunstkoloni, og i 1970'erne eksploderede tilstrømningen af pensionister.